# Robert McKenna (Bischof)
Robert Fidelis McKenna OP (* 8. Juli 1927 in Danville (Illinois); † 16. Dezember 2015 in Michigan) war ein US-amerikanischer sedisprivationistischer Bischof in der Weihelinie des Erzbischofs Thuc.

## Leben
Robert McKenna trat 1951 dem Dominikanerorden bei, wobei er den Ordensnamen Fidelis annahm und wurde 1958 durch den späteren Kardinaldekan Amleto Giovanni Cicognani für den Dominikanerorden zum Priester geweiht.
Nach dem Zweiten Vatikanischen Konzil sorgte sich McKenna um den Bestand des überlieferten römisch-katholischen Glaubens und arbeitete, zunächst zusammen mit dem Gründer Francis E. Fenton, für die Orthodoxe Römisch-Katholische Bewegung (ORCM).
Am 22. August 1986 wurde McKenna im französischen Raveau ohne päpstliches Mandat von Bischof Michel Guérard des Lauriers zum Bischof geweiht. Bischof Guérard des Lauriers war ebenfalls ohne Genehmigung des Papstes von Erzbischof Thuc konsekriert worden und gilt als Begründer des Sedisprivationismus, dem sich auch McKenna anschloss, indem er ausführte, dass die nachkonziliaren Päpste zwar physisch den Papstthron besetzten, aufgrund ihrer Häresien aber die damit verbundene Gewalt nicht ausüben könnten (papa materialiter non formaliter). Nach Mc Kenna soll dies auch für die meisten zu seiner Zeit amtierenden Bischöfe gelten.
McKenna weihte seinerseits weitere Bischöfe: Richard Bedingfeld im Jahr 1987 (dieser soll sich später dem Gegenpapst Gregor XVII. der Vereinigung Apostel der unendlichen Liebe unterstellt haben), Oliver Oravec im Jahr 1988, Francis Slupski 1999, Geert Stuyver und Donald Sanborn 2002 sowie Robert Neville 2005.
Am 16. Dezember 2015 starb McKenna im Alter von 88 Jahren in Michigan. Die Predigt bei seiner Beerdigung hielt Bischof Donald Sanborn.